# Bandar Klippa
Bandar Klippa is een bestuurslaag in het regentschap Deli Serdang van de provincie Noord-Sumatra, Indonesië. Bandar Klippa telt 34.834 inwoners (volkstelling 2010).